# Městský fotbalový stadion Srbská
Městský fotbalový stadion Srbská – stadion piłkarski w Brnie, w Czechach. Został otwarty w 1949 roku. Może pomieścić 10 200 widzów, choć w przeszłości jego pojemność wynosiła 30 000 widzów. Swoje spotkania rozgrywają na nim piłkarze klubu FC Zbrojovka Brno.

## Historia
Stadion na północy Brna, w części miasta Královo Pole powstał po II wojnie światowej w miejscu dawnej cegielni. Zaczął go budować klub Moravská Slavia, ale zanim został on otwarty w 1949 roku doszło do fuzji tego klubu z SK Královo Pole i to ten zespół stał się pierwszym gospodarzem nowej areny. W sezonie 1961/1962 klub ten (wówczas pod nazwą Spartak) występował w czechosłowackiej I lidze. W 1995 roku drużynę (wtedy pod nazwą FC LeRK Brno) przeniesiono do Prościejowa po połączeniu z tamtejszym SK Prostějov. Następnie na obiekt na kilka lat wprowadziła się drużyna FC Zeman Brno. W 2001 roku stadion wykupiło miasto i następnie go wyremontowało, a na obiekt wprowadziła się Zbrojovka Brno (wtedy pod nazwą Stavo Artikel Brno), która przeniosła się ze stadionu Za Lužánkami znajdującego się w coraz to gorszym stanie technicznym. W ten sposób na stadionie przy ulicy Serbskiej ponownie zagościły rozgrywki najwyższego poziomu ligowego (tym razem była to I liga czeska). W sezonie 2013/2014 na stadionie Srbská swój pierwszy i jedyny jak dotąd sezon w czeskiej I lidze rozegrał klub 1. SC Znojmo (było to spowodowane brakiem w Znojmie stadionu odpowiadającego pierwszoligowym standardom). W 2015 roku postawiono dach nad zachodnią trybuną stadionu.
18 października 1959 roku jedyny mecz na tym obiekcie rozegrała piłkarska reprezentacja Czechosłowacji, wygrywając z Danią 5:1 w meczu rewanżowym pierwszej rundy pierwszej edycji Mistrzostw Europy (wtedy pod nazwą Puchar Europy Narodów). Wynik ten dał Czechosłowacji awans do ćwierćfinału (w pierwszym meczu w Danii padł remis 2:2).
W przeszłości stadion oprócz meczów piłkarskich gościł także zawody lekkoatletyczne, żużlowe, jeździeckie oraz spartakiady.